# Дража Вълчева
Дража Делева Вълчева е български политик от Българската комунистическа партия (БКП), кандидат-член на Политбюро в периода 1974 – 1981 г. и вицепремиер в периода 1979 – 1981 г.

## Биография
Дража Вълчева е родена на 10 октомври 1930 г. в село Горна махала, Карловско. Член е на Работническия младежки съюз от 1944 година и на БКП от 1954 година. Като ученичка членува в околийското ръководство на ЕМОС и в околийския комитет на демократичната младеж. Завършва Полувисшия институт за учители и дружинни ръководители „Макаренко“ в София през 1952 година, след което работи в околийския комитет на комсомола в Пловдив и околийския комитет на БКП в Карлово, а в периода 1958 – 1961 г. е заместник-директор на училище.
От 1961 година Вълчева е секретар, а след това и първи секретар на Градския комитет на БКП в Карлово. През 1966 година става народен представител, член на Централния комитет (ЦК) на БКП и секретар на окръжната организация в Пловдив, на която от 1971 година е първи секретар. През 1968 година получава диплома по философия от Софийския университет „Климент Охридски“.
През следващите години Дража Вълчева е кандидат-член на Политбюро (1974 – 1981), член на Държавния съвет (1976 – 1977), министър на народната просвета (1977 – 1979) и заместник-председател на Министерския съвет (1979 – 1981) във второто правителство на Станко Тодоров. Член е на Националния съвет на ОФ и на Комитета на движението на българските жени. През декември 1989 година е изключена от ЦК на БКП, а през ноември 1990 година – и от Българската социалистическа партия. Носителка е на два ордена „Георги Димитров“.